# Kissin' Cousins
Kissin' Cousins es el vigésimo álbum de estudio del músico y cantante estadounidense Elvis Presley, publicado por la compañía discográfica RCA Victor en abril de 1964. Las sesiones de grabación tuvieron lugar en los RCA Studio B de Nashville, Tennessee los días 26 y 27 de mayo y 29 y 30 de septiembre de 1963.  Alcanzó el puesto seis en la lista estadounidense Billboard 200   y el tema principal que lleva el nombre de la película,  logró el puesto # 12 en el Billboard Hot 100 y entró en el Top 10 del UK Chart alcanzando el puesto # 10. Fue certificado como disco de oro por la RIAA en 1992.

## Contenido
Diez canciones fueron realizadas por Presley con miembros de The Nashville A-Team durante dos sesiones nocturnas en septiembre, con dos versiones distintas de diferentes compositores del tema que dio título al álbum, una grabada con la voz normal de Presley y otra con un toque hillbilly. La última versión de «Kissin' Cousins» fue publicada como sencillo en febrero de 1964, con «It Hurts Me» como cara B. El sencillo alcanzó el puesto doce en la lista Billboard Hot 100, mientras que la cara B llegó al 29. «Anyone (Could Fall in Love With You)», incluida en el álbum, fue omitida de la película, mientras que «Papy Won't You Please Come Home», interpretada por Glenda Farrell, está incluida en la película pero no en la banda sonora.
Al igual que con su predecesor, Fun in Acapulco, se incluyeron dos canciones más, «Echoes of Love» y «It's a Long Lonely Highway», de las sesiones de mayo de 1963, añadiendo un otal de doce temas. Tres canciones, «Once Is Enough», «One Boy, Two Little Girls» y «Kissin' Cousins», fueron incluidas en el recopilatorio de 1995 Command Performances: The Essential 60s Masters II.

## Lista de canciones
| Cara A |                                 |                                        |          |  |
| N.º    | Título                          | Escritor(es)                           | Duración |  |
| 1.     | «Kissin' Cousins (Number 2)»    | Bernie Baum, Bill Giant, Florence Kaye | 1:16     |  |
| 2.     | «Smokey Mountain Boy»           | Lenore Rosenblatt, Victor Millrose     | 2:37     |  |
| 3.     | «There's Gold in the Mountains» | Bernie Baum, Bill Giant, Florence Kaye | 1:54     |  |
| 4.     | «One Boy, Two Little Girls»     | Bernie Baum, Bill Giant, Florence Kaye | 2:32     |  |
| 5.     | «Catchin' On Fast»              | Bernie Baum, Bill Giant, Florence Kaye | 1:21     |  |
| 6.     | «Tender Feeling»                | Bernie Baum, Bill Giant, Florence Kaye | 2:33     |  |

| Cara B |                                                            |                                                    |          |  |
| N.º    | Título                                                     | Escritor(es)                                       | Duración |  |
| 1.     | «Anyone (Could Fall in Love with You)» (omitted from film) | Bennie Benjamin, Luchi de Jesus, Sol Marcus        | 2:29     |  |
| 2.     | «Barefoot Ballad»                                          | Dolores Fuller, Larry Morris                       | 2:26     |  |
| 3.     | «Once Is Enough»                                           | Sid Tepper and Roy C. Bennett                      | 1:55     |  |
| 4.     | «Kissin' Cousins (canción)»                                | Fred Wise (songwriter)\| Fred Wise and Randy Starr | 2:14     |  |
| 5.     | «Echoes of Love» (bonus track)                             | Bob Roberts and Paddy McMains                      | 2:20     |  |
| 6.     | «(It's a) Long Lonely Highway» (bonus track)               | Doc Pomus and Mort Shuman                          | 2:38     |  |

## Músicos
- Elvis Presley – voz
- The Jordanaires – coros
- Millie Kirkham, Dolores Edgin, Winnifred Brest – coros
- Boots Randolph, Bill Justis – saxofón
- Cecil Brower – violín
- Scotty Moore, Grady Martin – guitarra eléctrica
- Jerry Kennedy, Harold Bradley – guitarra eléctrica y banjo
- Floyd Cramer – piano
- Bob Moore – contrabajo
- D.J. Fontana, Buddy Harman – batería

## Posición en listas
| País           | Lista                | Posición |
| -------------- | -------------------- | -------- |
| Estados Unidos | Billboard Pop Albums | 6        |
| Reino Unido    | Top 10 UK Chart      | 10       |